# USS John Warner (SSN-785)
USS John Warner (SSN-785) – amerykański okręt podwodny z napędem jądrowym typu Virginia. Kontrakt na budowę tego okrętu otrzymała stocznia Newport News. Jednostka ta jest drugim okrętem drugiej generacji okrętów typu Virginia Batch 2 Block III.
14 kwietnia 2018 roku „John Warner” wziął udział w ataku na cele na terenie Syrii, odpalając pociski manewrujące UGM-109 Tomahawk.